# Os Blancos
Os Blancos és un municipi de la província d'Ourense a Galícia. Pertany a la Comarca da Limia.
| 2.550 | 2.823 | 3.337 | 2.216 | 1.138 |
| Fonts: INE i IGE (Els criteris de registre censal variaren i les dades de l'INE i de l'IGE poden no coincidir.) |       |       |       |       |